# Lac J'En-Peux-Plus
Le lac J'En-Peux-Plus est un lac au Québec (Canada) situé dans la municipalité de canton de Montcalm, dans les  Laurentides, à environ 85 km au nord-ouest de Montréal.    

## Origine du toponyme
Les traditions locales disent qu'un bûcheron désirant atteindre le lac, situé au sommet d'une colline, l'aurait atteint avec de grandes difficultés et se serait écrié « j'en peux plus ». Cette expression aurait donc été utilisée comme toponyme pour le lac.

## Géographie
Le lac J'En-Peux-Plus est situé à 439 mètres d'altitude. 
Le point culminant à proximité se situe à 561 mètres d'altitude, à 1,3 km au sud-est de lac J'En-Peux-Plus. 
Aux alentours du lac J'En-Peux-Plus, se développent principalement des forêts mixtes.    
Les précipitations annuelles moyennes sont de 1 133 millimètres. Le mois le plus humide est juin avec des précipitations moyennes de 150 mm et le mois le plus sec est mars, avec 56 mm.

## Population
Les alentours du lac J'En-Peux-Plus sont relativement peu peuplés, avec 21 habitants par kilomètre carré.   